# Balanophyllia elliptica
Balanophyllia elliptica är en korallart som först beskrevs av Tenison Woods 1878.  Balanophyllia elliptica ingår i släktet Balanophyllia och familjen Dendrophylliidae. Inga underarter finns listade i Catalogue of Life.